# Bodo Christ
Bodo Christ (* 4. Februar 1941 in Greene; † 30. Januar 2016) war ein deutscher Mediziner und Anatom. Sein Forschungsschwerpunkt lag auf der molekularen Embryologie und der Somitogenese.

## Leben
Christ studierte von 1961 bis 1966 Medizin an der Georg-August-Universität Göttingen. Dort promovierte er 1968 bei Erich Blechschmidt. Als Postdoktorand wurde er im Göttinger Anatomischen Institut tätig. Dies setzte er von 1971 bis 1976 an der Ruhr-Universität Bochum fort. 1975 erfolgte dort seine Habilitation bei Klaus Hinrichsen. Anschließend wurde er 1976 Professor am Institut für Anatomie und Leiter der Abteilung für Entwicklungsbiologie an der Ruhr-Universität Bochum. 1990 wechselte er in das Institut für Anatomie und Zellbiologie der Albert-Ludwigs-Universität Freiburg. Dort gründete die Abteilung Molekulare Embryologie und stand dieser bis zu seiner Emeritierung 2006 als Leiter vor. Des Weiteren war Christ von 1997 bis 1999 als Dekan der Medizinischen Fakultät und bekleidete von 2002 bis 2006 den Posten des Vorsitzenden der Anatomischen Gesellschaft.
Christ war Ehrenmitglied der American Association of Anatomists, Träger der Ehrenmedaille der Medizinischen Fakultät der Karls-Universität in Prag und Ehrendoktor der Universität Alexandru Ioan Cuza Iași in Rumänien. Seit 2001 war er Mitglied der Deutschen Akademie der Naturforscher Leopoldina.
Christ war verheiratet und hatte Kinder.